# Beit Sahour
Beit Sahour o Beit Sahur (en árabe: بيت ساحور pronunciado Beit Sāħūr) (lit. lugar de los Guardianes de la Noche) es un pueblo palestino al este de la ciudad de Belén, en la gobernación del mismo nombre. Está bajo la administración de la Autoridad Nacional Palestina. La población era de 13 281 habitantes en 2017, es cristiana (80 %) y musulmana (20 %).
Hay dos recintos en la parte oriental de Beit Sahour que son reclamados por diferentes confesiones cristianas: uno perteneciente a la Iglesia Ortodoxa Griega y el otro, el sitio católico, a la Custodia Franciscana de Tierra Santa.
La tradición llama también a este campo “los campos de Rut y de Booz” porque, según la Biblia, en la antigüedad pertenecieron a Booz, el abuelo de David, y a Rut, su esposa.[cita requerida]

## Historia
Beit Sahour tiene fama de estar cerca del lugar donde, según el Nuevo Testamento, un ángel anunció el nacimiento de Jesús a los pastores. Según la tradición, se construyó un convento en el lugar, que hoy se conoce como la «gruta de los pastores». 
El nombre de Beit Sahur pertenece a dos lugares cercanos: Beit Sahur al-Atiqah ("antigua Beit Sahur") y Beit Sahur un Nasara ("Beit Sahur de los cristianos"). El geógrafo árabe del siglo XVI Mujir al-Din menciona el primero en una biografía del erudito musulmán Sha'ban bin Salim bin Sha'ban, quien murió en la ciudad en 1483 a la edad de 105 años. El geógrafo francés Guerin observó que la ciudad se encuentra a 40 minutos de Jerusalén, una corta distancia al sur del Valle de Qidron. 
Beit Sahur al-Atiqah rodeaba la tumba del jeque Ahmad al-Sahuri, un santo local a la que la tribu árabe local de al-Sawahirah atribuye su nombre. El Sawahirah se origina en el Hiyaz y entró en Palestina a través de al-Karak.
En los registros fiscales otómanos de 1596, Beit Sahour aparece como dos pueblos de la nahiyah de Quds, en el sanjak de Quds. Beit Sahour an-Nasara tenía una población de 15 familias musulmanas y 9 solteros. Beit Sahour al-Wadi (identificada como Beit Sahour al-Atiqa) tenía una población de 40 familias musulmanas. Los dos pueblos pagaban impuestos sobre el trigo, la avena, los viñedos y los frutales, y sobre cabras y colmenas.
El «Estudio de Palestina occidental» (The Survey of Western Palestine) de 1883 describe la ciudad «como una especie de suburbio de Belén, situado en la misma cordillera, con una amplia meseta al este, conocida como la "llanura del pastor", donde se encuentra la pequeña capilla griega del Campo de los Pastores (Keniset er-Ra'wat), una capilla subterránea a la que se accede por 20 escalones y que contiene imágenes y mosáicos"». Encima de la cripta se encontraban ruinas con un altar católico, y el pueblo estaba rodeado de olivares y de viñedos.

## Economía
La economía del municipio se basa principalmente en el turismo y empresas afines, como agencias de viajes, operadores turísticos, hoteles, cafés y restaurantes. Existe una importante tradición artesanal de tallas de madera de olivo, trabajos en nácar y bordados. La ciudad tiene también industrias químicas, empresas que trabajan la piedra, y empresas textiles. La agricultura y el trabajo en Israel también juegan un papel importante.
La ciudad tuvo un papel destacado en el evento nacional palestino "Belén 2000", y una amplia renovación de los sitios turísticos, hoteles, empresas y sitios históricos se llevó a cabo antes de las celebraciones del milenio. El desarrollo social y económico se vio afectado por la Intifada de Al-Aqsa.

## Activismo político
Beit Sahour es un centro de activismo político palestino. La ciudad desempeñó un papel clave en la primera y segunda Intifada, con pioneras técnicas de resistencia no violentas. Durante la primera y la segunda Intifada, el «Centro Palestino para el Acercamiento entre los Pueblos» (Palestinian Center for Rapprochement between Peoples, PCR) con sede en Beit Sahour animó el activismo no violento, bajo los auspicios del «Movimiento de Solidaridad Internacional» (International Solidarity Movement, ISM). George Rishmawi es el director del PCR. Durante la primera Intifada, el Centro Palestino para el Acercamiento entre los Pueblos emitió una invitación a los israelíes de buena voluntad para venir a pasar un fin de semana (Shabbat) en los hogares palestinos bajo el lema "Partir el pan, no los huesos".
El «Centro de Información Alternativa» (Alternative Information Center, AIC), una organización palestino-israelí, tiene también sede en Beit Sahour y en Jerusalén Oeste. Elías Rishmawi, miembro del consejo municipal de Beit Sahour, es cofundador del «Grupo de Turismo Alternativo» (Alternative Tourism Group, ATG), una organización no gubernamental especializada en viajes organizados y peregrinaciones por Israel y los Territorios Palestinos, y que promueve la creación de oportunidades laborales para la población local, intercambios entre turistas y anfitriones, y una visión crítica de la historia y de la cultura de la Tierra Santa.

## Resistencia al pago de impuestos a Israel
En 1989, durante la primera Intifada, la resistencia palestina (Liderazgo Nacional Unificado de la sublevación, UNLU) y Andoni Ghassan, instó a la gente a dejar de pagar impuestos a Israel, que heredó y modificó el anterior régimen jordano de recaudación de impuestos en Cisjordania. "No hay tributación sin representación", dijo un comunicado de los organizadores. "Las autoridades militares no nos representan, y no nos invitan a venir a nuestra tierra. ¿Hay que pagar por las balas que matan a nuestros hijos o por los gastos del ejército de ocupación?" El pueblo de Beit Sahour respondió a este llamado con una huelga de impuestos organizada en toda la ciudad, que consistía en negarse a pagar y presentar declaraciones de impuestos.
El Ministro de Defensa israelí Isaac Rabin respondió: "Vamos a enseñarles que hay un precio por negarse a las leyes de Israel". Las autoridades militares israelíes colocaron la ciudad bajo toque de queda durante 42 días, bloqueando los envíos de alimentos a la ciudad, cortando las líneas telefónicas a la ciudad, tratando de impedir a los periodistas de la ciudad, encarcelados cuarenta habitantes (entre ellos, Fuad Kokaley y Rifat Odeh Kassis) y apoderándose de millones de dólares en dinero y bienes pertenecientes a 350 familias en redadas a las casas. El ejército israelí detuvo a los cónsules generales de Bélgica, Gran Bretaña, Francia, Grecia, Italia, España y Suecia, cuando intentaron ir a Beit Sahour para investigar en qué condiciones se desarrollaba la huelga de impuestos.
La ocupación militar de Israel tenía la autoridad para crear y aplicar impuestos más allá del código de referencia que Jordania promulgó en 1963 en zonas que antes estaban administradas por ese país, incluida la de Beit Sahour. Durante la Intifada, que utiliza esa autoridad para imponer impuestos a los palestinos como un castigo colectivo para desalentar la Intifada, por ejemplo "el impuesto de vidrio (de los cristales rotos), el impuesto sobre las piedras (por los daños causados por las piedras), el impuesto de misiles (los daños causados durante la Segunda Guerra del Golfo), y un impuesto general por la intifada, entre otros."
El Consejo de Seguridad consideró una resolución exigiendo que Israel devolviese la propiedad confiscada durante la resistencia a los impuestos de Beit Sahour. Los Estados Unidos vetaron la resolución, que fue apoyada por los otros once miembros del Consejo.

## Proyectos de desarrollo
Ush Ghurab, una colina ocupada por una base militar hasta el año 2006, es ahora el sitio de un proyecto de desarrollo. En la ladera se construyeron un restaurante, una torre de escalada, un campo de fútbol y un parque. El municipio de Beit Sahour también tiene planes para un hospital y un centro deportivo.

## Gobierno municipal
La ciudad de Beit Sahour tuvo sus primeras elecciones municipales en 1925, y en 1952 obtuvo el estatus de municipio. Las elecciones tuvieron lugar cada 4 años hasta 1976, cuando las autoridades israelíes las suspendieron y que la Administración Militar Israelí se hizo cargo de la gestión municipal. Tras los Acuerdos de Oslo, un consejo interino fue nombrado por la Autoridad Nacional Palestina en 2000, mientras se organizaban las estructuras requeridas para llevar a cabo elecciones. Finalmente, en 2005 se eligió un consejo municipal de 13 miembros, de los que 4 eran mujeres.
En las elecciones municipales de 2005, dos listas han ganado escaños en el consejo municipal. Ocho escaños fueron a "Unidos Beit Sahour y cinco a "Hijos de Beit Sahour". El voto de la mayoría popular fue el de Hani Abdel Naji Atallah Masieh Unidos de Beit Sahour, con 2690 votos, seguido por Elen Michael Saliba Qsais de los Hijos de Belén con 2280 votos.